# Ganajleba (Gulripshi)
Ganajleba (en georgiano: განახლება) o Adzidakuara (en abjasio: Аӡыдаҟәара, romanizado: Adzydakuara) es una aldea que pertenece a la parcialmente reconocida República de Abjasia, parte del distrito de Gulripshi, aunque de iure pertenece al municipio de Gulripshi de la República Autónoma de Abjasia de Georgia.

## Toponimia
Hasta el 11 de septiembre de 1943, la aldea se conoció con el nombre de Anastasievka (en georgiano: ანასტასიევკა).

## Geografía
Ganajleba se encuentra en la llanura del Mar Negro. La aldea está a 20 km de Gulripshi y se administra desde el pueblo de Vladímirovka.

## Historia
Durante el período soviético se desarrollaron el cultivo de tabaco, la ganadería y el cultivo de té.

## Demografía
La evolución demográfica de Ganajleba entre 1959 y 1989 fue la siguiente:
| 674                                                 | 948 |
| (Fuente: Population of Abkhazia since Soviet times) |     |

Antes de la guerra de Abjasia, la mayoría de la población local eran georgianos.